# Селу Далейн Діалло
Селу Далейн Діалло (фр. Cellou Dalein Diallo; нар. 3 лютого 1952) — гвінейський політик, прем'єр-міністр країни з грудня 2004 до початку квітня 2006 року.

## Життєпис
Походить з народності фульбе. Закінчив Університет Конакрі імені Гамаля Абделя Насера й Центр фінансових, економічних та банківських досліджень у Парижі. Працював у зовнішньоторговому й Центральному банках Гвінеї. У 1996–1997 роках був міністром транспорту, телекомунікацій і туризму, у 1997–1999 — міністром інфраструктури, 1999 року зайняв пост міністра громадських робіт і транспорту.
Невдовзі після катастрофи гвінейського літака Boeing 727 25 грудня 2003 року в Беніні Діалло був призначений міністром рибного господарства (лютий 2004). Після того як прем'єр-міністр Франсуа Лонсені Фалль пішов у відставку, Діалло координував діяльність економічних відомств, виконуючи його економічні функції. 9 грудня 2004 Діалло отримав пост глави уряду, на якому працював до 5 червня 2006.
2010 року брав участь у президентських виборах, здобувши у першому турі 1 062 549 (39,72 %) голосів, помітно випередивши свого найближчого суперника, яким був Альфа Конде з 553 021 (20,67 %) голосами. Проте останній все ж виборов перемогу у другому турі, ставши президентом Гвінеї.
У вересні 2021 року Челлу Далейн Діалло підтримує путчістів, які здійснили переворот 2021 року..